# Jeppe på bjerget (film)
|  | For den danske stumfilm fra 1908, se Jeppe paa Bjerget |
Jeppe på bjerget er en dansk film fra 1981, instrueret af Kaspar Rostrup efter et manuskript skrevet af ham selv og Henning Bahs, baseret på skuespillet Jeppe på bjerget af Ludvig Holberg.

## Medvirkende
- Buster Larsen
- Else Benedikte Madsen
- Henning Jensen
- Kurt Ravn
- Benny Poulsen
- Axel Strøbye
- Arthur Jensen
- Claus Ryskjær
- Claus Nissen
- Ole Ishøy
- Ove Verner Hansen
- Poul Thomsen
- Eddie Karnil
- William Kisum
- Torben Zeller
- Margrethe Koytu
- Søren Steen
- Paul Barfoed Møller